# 1999-es Formula–1 ausztrál nagydíj
Az ausztrál nagydíj volt az 1999-es Formula–1 világbajnokság szezonnyitó futama.

## Időmérő edzés
Az első versenyt Ausztráliában rendezték, ahol Häkkinen és Coulthard McLaren-Mercedese indult az első sorból, a két Ferrari előtt. Schumacher az előző év végi versenyhez hasonlóan ismét megállt a felvezető körön, emiatt a mezőny végéről kellett rajtolnia. A McLaren elsőként és másodikként fordultak el az első kanyarban, majd lehagyták a mezőnyt, de végül mindketten kiestek. Coulthard váltóhiba, Häkkinen elektronikai hiba miatt adta fel a futamot. Ennek eredményeképp Eddie Irvine szerezte meg a győzelmet (pályafutása során először). Frentzen a második helyen végzett a Jordannel, a harmadik helyen Ralf Schumacher ért célba a Williamsszel.
|    | Rsz. | Versenyző             | Csapat             | Köridő   | Különbség |
| -- | ---- | --------------------- | ------------------ | -------- | --------- |
| 1  | 1    | Mika Häkkinen         | McLaren-Mercedes   | 1:30.462 |           |
| 2  | 2    | David Coulthard       | McLaren-Mercedes   | 1:30.946 | +0.484    |
| 3  | 3    | Michael Schumacher    | Ferrari            | 1:31.781 | +1.319    |
| 4  | 16   | Rubens Barrichello    | Stewart-Ford       | 1:32.148 | +1.686    |
| 5  | 8    | Heinz-Harald Frentzen | Jordan-Mugen-Honda | 1:32.276 | +1.814    |
| 6  | 4    | Eddie Irvine          | Ferrari            | 1:32.289 | +1.827    |
| 7  | 9    | Giancarlo Fisichella  | Benetton-Playlife  | 1:32.540 | +2.078    |
| 8  | 6    | Ralf Schumacher       | Williams-Supertec  | 1:32.691 | +2.229    |
| 9  | 7    | Damon Hill            | Jordan-Mugen-Honda | 1:32.695 | +2.233    |
| 10 | 10   | Alexander Wurz        | Benetton-Playlife  | 1:32.789 | +2.327    |
| 11 | 22   | Jacques Villeneuve    | BAR-Supertec       | 1:32.888 | +2.426    |
| 12 | 19   | Jarno Trulli          | Prost-Peugeot      | 1:32.971 | +2.509    |
| 13 | 17   | Johnny Herbert        | Stewart-Ford       | 1:32.991 | +2.529    |
| 14 | 12   | Pedro Diniz           | Sauber-Petronas    | 1:33.374 | +2.912    |
| 15 | 5    | Alessandro Zanardi    | Williams-Supertec  | 1:33.549 | +3.087    |
| 16 | 11   | Jean Alesi            | Sauber-Petronas    | 1:33.910 | +3.448    |
| 17 | 15   | Takagi Toranoszuke    | Arrows             | 1:34.182 | +3.720    |
| 18 | 14   | Pedro de la Rosa      | Arrows             | 1:34.244 | +3.782    |
| 19 | 23   | Ricardo Zonta         | BAR-Supertec       | 1:34.412 | +3.950    |
| 20 | 18   | Olivier Panis         | Prost-Peugeot      | 1:35.068 | +4.606    |
| 21 | 20   | Luca Badoer           | Minardi-Ford       | 1:35.316 | +4.854    |
| 22 | 21   | Marc Gené             | Minardi-Ford       | 1:37.013 | +6.551    |

## Futam
|         | Rsz. | Versenyző             | Csapat             | Körök | Idő/Kiesések  | Rajthely | Pontok |
| ------- | ---- | --------------------- | ------------------ | ----- | ------------- | -------- | ------ |
| 1       | 4    | Eddie Irvine          | Ferrari            | 57    | 1:35:01,659   | 6        | 10     |
| 2       | 8    | Heinz-Harald Frentzen | Jordan-Mugen-Honda | 57    | +1,027        | 5        | 6      |
| 3       | 6    | Ralf Schumacher       | Williams-Supertec  | 57    | +7,012        | 8        | 4      |
| 4       | 9    | Giancarlo Fisichella  | Benetton-Playlife  | 57    | +33,418       | 7        | 3      |
| 5       | 16   | Rubens Barrichello    | Stewart-Ford       | 57    | +54,698       | 4        | 2      |
| 6       | 14   | Pedro de la Rosa      | Arrows             | 57    | +1:24,317     | 18       | 1      |
| 7       | 15   | Takagi Toranoszuke    | Arrows             | 57    | +1:26,288     | 17       |        |
| 8       | 3    | Michael Schumacher    | Ferrari            | 56    | +1 kör        | 3        |        |
| Kiesett | 23   | Ricardo Zonta         | BAR-Supertec       | 48    | Váltó         | 19       |        |
| Kiesett | 20   | Luca Badoer           | Minardi-Ford       | 42    | Váltó         | 21       |        |
| Kiesett | 10   | Alexander Wurz        | Benetton-Playlife  | 28    | Felfüggesztés | 10       |        |
| Kiesett | 12   | Pedro Diniz           | Sauber-Petronas    | 27    | Váltó         | 14       |        |
| Kiesett | 21   | Marc Gené             | Minardi-Ford       | 25    | Ütközés       | 22       |        |
| Kiesett | 19   | Jarno Trulli          | Prost-Peugeot      | 25    | Ütközés       | 12       |        |
| Kiesett | 18   | Olivier Panis         | Prost-Peugeot      | 23    | Gumi          | 20       |        |
| Kiesett | 1    | Mika Häkkinen         | McLaren-Mercedes   | 21    | Gázadagoló    | 1        |        |
| Kiesett | 5    | Alessandro Zanardi    | Williams-Supertec  | 20    | Kicsúszás     | 15       |        |
| Kiesett | 2    | David Coulthard       | McLaren-Mercedes   | 13    | Hidraulika    | 2        |        |
| Kiesett | 22   | Jacques Villeneuve    | BAR-Supertec       | 13    | Szárny        | 11       |        |
| Kiesett | 7.   | Damon Hill            | Jordan-Mugen-Honda | 0     | Baleset       | 9        |        |
| Kiesett | 11   | Jean Alesi            | Sauber-Petronas    | 0     | Váltó         | 16       |        |
| Kiesett | 17   | Johnny Herbert        | Stewart-Ford       | 0     | Nem indult    | 13       |        |

## A világbajnokság élmezőnyének állása a verseny után
| H  | Versenyzők            | Pont | H  | Konstruktőrök      | Pont |
| -- | --------------------- | ---- | -- | ------------------ | ---- |
| 1. | Eddie Irvine          | 10   | 1. | Ferrari            | 10   |
| 2. | Heinz-Harald Frentzen | 6    | 2. | Jordan-Mugen-Honda | 6    |
| 3. | Ralf Schumacher       | 4    | 3. | Williams-Supertec  | 4    |
| 4. | Giancarlo Fisichella  | 3    | 4. | Benetton-Playlife  | 3    |
| 5. | Rubens Barrichello    | 2    | 5. | Stewart-Ford       | 2    |

## Statisztikák
Vezető helyen:
- Mika Häkkinen: 17 (1-17)
- Eddie Irvine: 40 (18-57)

Eddie Irvine 1. győzelme, Mika Häkkinen 11. pole-pozíciója, Michael Schumacher 35. leggyorsabb köre.
- Ferrari 120. győzelme
- Eddie Irvine 16., Hienz-Harald Frentzen 10., Ralf Schumacher 4. dobogós helyezése.

Pedro de la Rosa, Marc Gené és Ricardo Zonta első versenye.